# Banktelep
Banktelep Dunakeszi közigazgatási területén belül elhelyezkedő városrész. Beépülése előtt, a 19. században mezőgazdasági terület volt. Windisch szőlőbirtokos tulajdona volt, aki 200 holdas birtokát parcellázta fel.

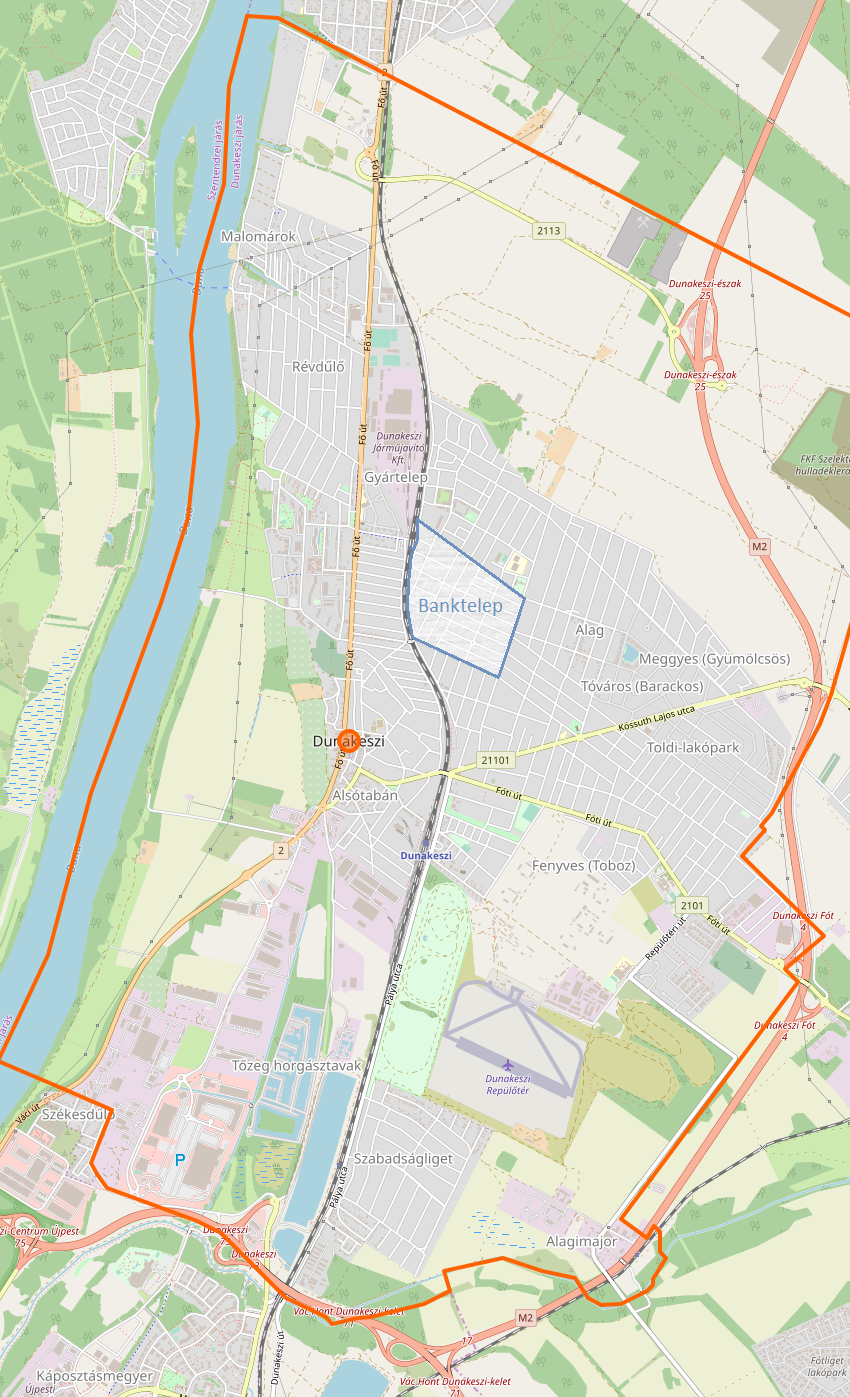
Banktelep elhelyezkedése

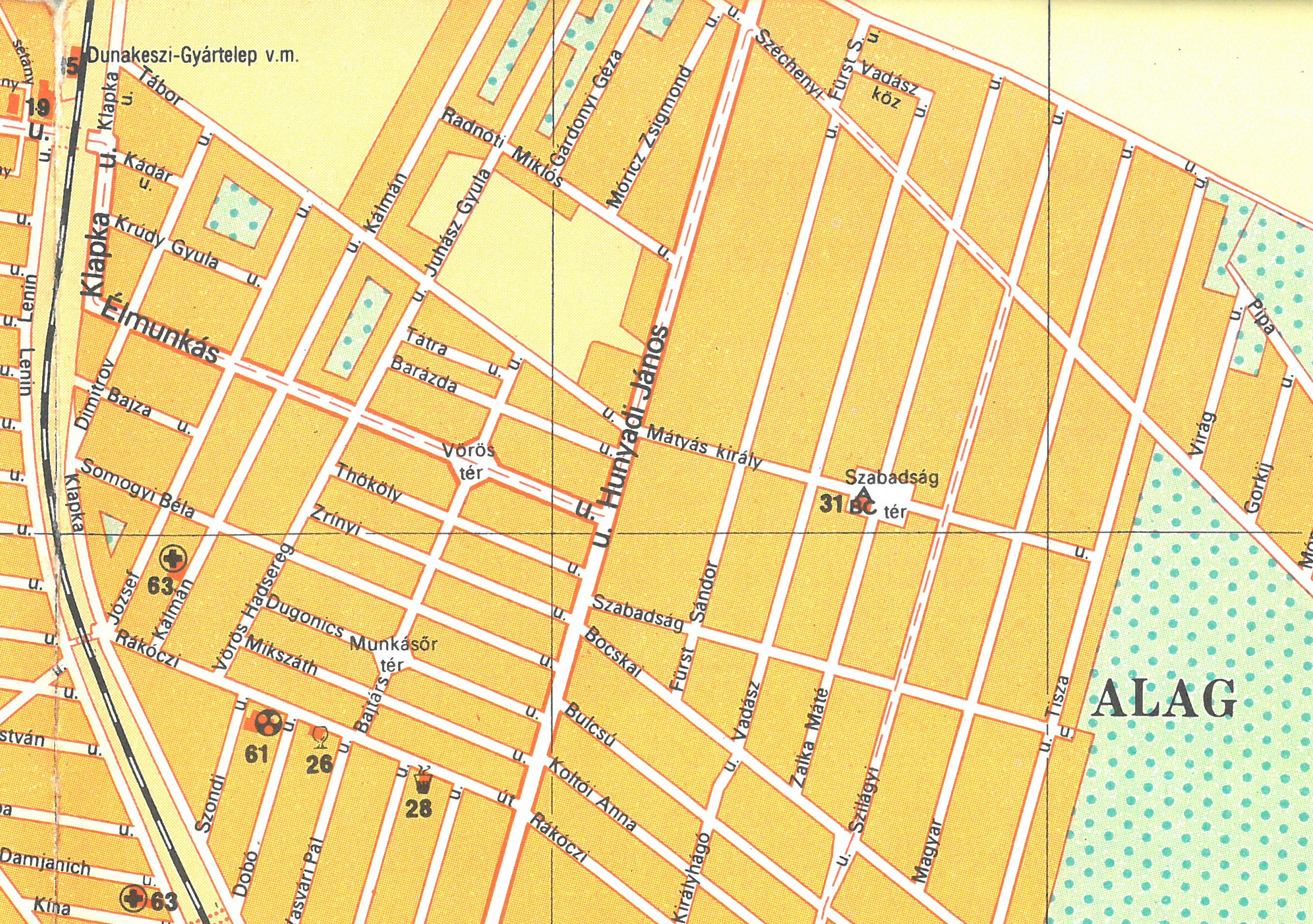
Banktelep térképe, 1981

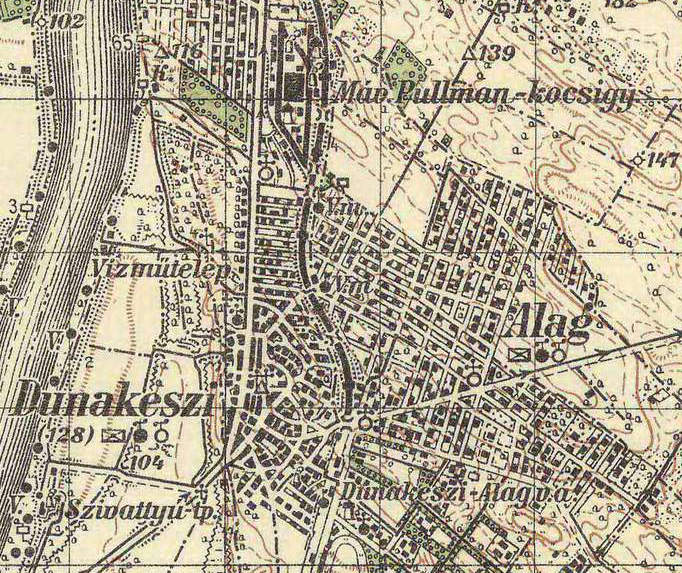
Banktelep térképe, 1941

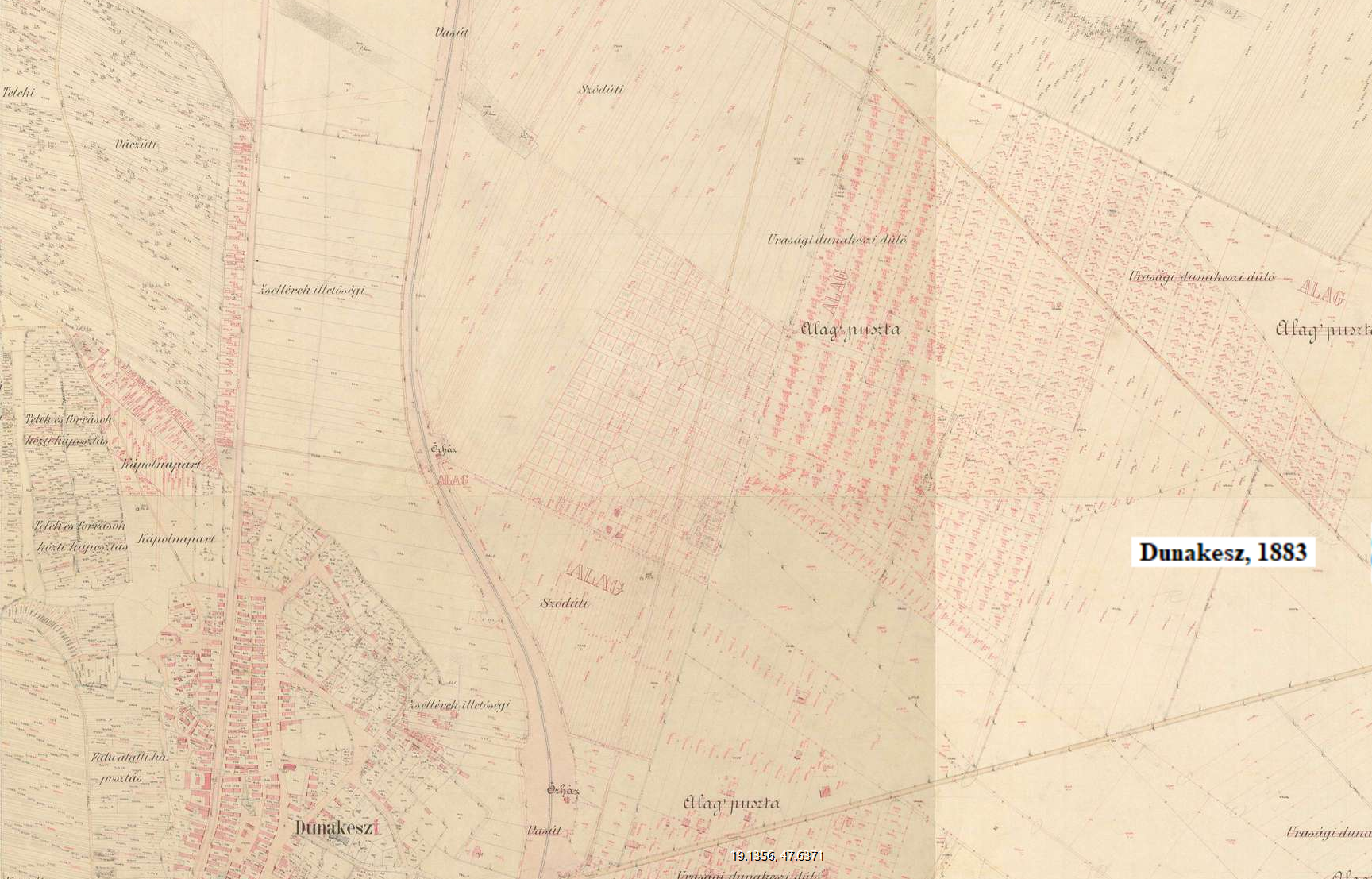
Banktelep és környéke, 1883

## Nevének eredete
A városrész több néven is ismert volt. A Banktelep elnevezést a bank által történő parcellázás miatt kapta. A Tisztviselői telep elnevezés az oda költöző tisztviselők miatt alakult ki.

## Elhelyezkedése
Északról a Tábor utca (Sződúti, Urasági dunakeszi dűlő), keletről Hunyadi János utca (Alag, Újdunakeszi), déli irányból a Rákóczi út (Alag), nyugatról pedig a vasút (Dunakeszi) határolja.

## Közterületek elnevezései
1931. február 17-én Bohunka Lajos főjegyző javaslatára került elnevezésre Banktelep számos utcája: Báthory, Dugonics, Görgey, Hunyadi, Kálmán, Klapka, Rákóczi, Sződi, Tábor, Tátra, Thököly, Zápolya, Zrínyi. Rendszerváltás után, 1995-ben nevezték át újra-vissza a közterületeket.
A Banktelepen található közterületek elnevezései:
- Bajtárs utca (korábban: Bank utca, Báthory utca)
- Bajza utca
- Barázda utca
- Dugonics utca
- Görgey Artúr utca (1995-ig Somogyi Béla utca)
- Hunyadi János utca
- József utca
- Kádár utca
- Kálmán utca
- Király utca (1995-ig: Dimitrov utca)
- Klapka utca
- Krúdy Gyula utca
- Mányoki Ádám tér (1995-ig Vörös tér)
- Mikszáth utca
- Nagysándor József tér (1995-ig Munkásőr tér)
- Rákóczi út
- Sződi utca (1995-ig Vörös Hadsereg utca)
- Tábor utca
- Tátra utca
- Thököly utca
- Zápolya utca (1995-ig Élmunkás utca)
- Zrínyi utca

## Banktelep és környékének története és fejlődése
- 19. században még beépületlen mezőgazdasági terület "Sződúti" néven szerepel[3] Alsógöd, felé erre vezetett az út, ami közigazgatásilag Sződhöz tartozott.
- 1844-1846 között megépítette a Magyar Középponti Vasúttársaság (MKpV) a Budapest–Vác–Párkánynána–Érsekújvár–Pozsony–Marchegg (Bécs) vasútvonal Budapest–Vác közötti szakaszát, Dunakeszi-Alag állomással. 1846. július 15-én indul meg a forgalom Budapest és Vác között. A teljes vonalat 1851. szeptember 6-án adják át a forgalomnak.[4]
- Az Osztrák Államvasút–Délkeleti Államvasút (Südöstliche Staatsbahn – SÖStB) 1868–1869-ben Pest–Vác szakaszon kiépítette a második vágányt.[4]
- A belügyminiszter 59.822/1910. sz. rendelete az addig Dunakeszihez tartozó Alag pusztát – hozzácsatolva Újdunakeszit és az Alagi Villatelepet – „Alag” néven nagyközséggé nyilvánította.[5]  A két település közötti határ is megállapításra került, amely a Budapest-Vác vasút – Rákóczi út – Hunyadi útvonal lett,[6] így Banktelep, Sződi úti páskom és a Tetétlen dűlők Dunakeszi részei maradtak.
- Windisch szőlőbirtokos 200 holdas szőlőjét egyforma méretű 200 négyszögöles házhelyekre parcellázta és a telkeket eladta, így elindult Banktelep beépítése, családi házakkal és konyhakertekkel.[1]
- 1910-ben dunakeszii lakosok a kereskedelmügyi miniszter felé kérelemmel járultak, hogy a 174.sz őrháznál engedélyezzen egy feltételes megállót, mert Dunakeszi-Alag állomás fél óra járásra volt. 2000 koronával járultak hozzá a lakosok a megálló létesítéséhez, amit Máv igazgatóság engedélyezett és fél év múlva megkapták a lakosok.[7]
- 1911 május 1-től életbe lépő nyári menetrendtől 174 számú őrháznál Újdunakeszin is megállnak a vonatok.[8] Naponta nyolc vonat állt meg.[9] Rákóczi út elején volt található az állomás, napjainkban már nem üzemel. Helyiek "Kisállomás"-nak nevezték. Ezzel Budapest – Vác között 9 megálló volt, Dunakeszi-Alag-on a második megállóhely.
- 1912-ben műhelytelepen téglagyárat építettek.[2] Itt készültek a fehér mészhomok téglák, amelyek több régi banktelepi épületben is megtalálhatóak.
- 1913-ban elkészült a műhelytelepi megálló (Napjainkban: Dunakeszi-Gyártelep). 1913 május 1-től nyári menetrendtől tervezték, hogy megállnak a vonatok, a 174 számú őrház Dunakeszi megálló helyett, ami forgalmas volt. A lakosság sikeresen deputációzott, mert ők pénzt adtak össze a megálló építéséhez és a műhelyek még épülő félben voltak és lakóházaknak nyoma sem volt, csak futóhomok. Így a MÁV többször elhalasztotta az új megálló megnyitását.[10][11][12]
- 1915 februárjában 1000 fős Hadikórházat alakítottak ki a mai Művelődési Központban. A megálló Dunakeszi-Hadikórház (napjainkban: Dunakeszi-Gyártelep) nevet viselete. A Hadikórház 1918 decemberében szűnt meg.[13]
- 1920 években hirdetik az eladó telkeket:
  - 1920: "TELKEK: Dunakeszi-Alagon az épülő Máv. főmühellyel szemben. Uj-Dunakeszi és a Hadikórház-állomás között 150-200 négyszögöl nagyságban, részletfizetésre is kaphatók. Helyszinrajz és tájékozatatással szolgál Löwinger Gyula V., Gizella-tér 3. Bizományi Bank parczellázási osztálya. Telefon 107-25."[14]
  - 1922: "Dunakeszi banktelepen családiház beköltözhetőséggel gyümölcsössel, egymillióötszázezer László."[15]
  - 1926: "Alagon, közel vasútállomáshoz, „Banktelep” legszebb négy darab százötvenöles villatelke darabonként hatmillióért hosszabb részletfizetésre eladó. Tulajdonos: Építővállalat, Rákóczi-út tizenkilenc félemelet 12-a."[16]
  - 1927: "TELKEK: Dunakeszi Banktelepen. Műhelytelep állomásnál egy évi részletfizetésre négyszögölenként 6 pengőtől. Bővebbet V., Lipótkörut 19. I. 3."
  - 1927-es hír szerint: "Egy tőkeerős konzorcium Dunakeszi és Alag területén a múlt esztendőben végrehajtott Tragor-féle parcellázások nyomán a magánépítkezések sorát kívánja megindítani. A pénzügyi részét az akciónak úgy akarják megoldani, hogy a magasabb házbérrel elkezdve, lassan és idővel szállna a ház tulajdonjoga a bérlőre, vagyis a fizetett házbérrel amortizálnák a házakat anélkül, hogy kölcsönt vennének fel. Ez az építkezés a bank telepén és környékén fog végbemenni."[17]
  - 1928: "TELKEK: Dunakeszi Műhelytelep állomásnál, gyönyörűen fejlődő „Banktelepen” 150-ölesek. 7 pengőért részletre kaphatók. Érdeklődni vasárnap ünnepnap helyszínen Pollák megbízottnál. Budapesten, VI., Szinnyei Merse-utca 11. I. 15."
  - 1929: Négyszobás modern udvarház alápincézve, gazdasági épületekkel, négyszázas saroktelken. Dunakesz legszebb tisztviselőtelepén, vasútállomásnál. 14.000 pengőért részletfizetésre eladó. Erőss ügyvédi iroda. Károly körút 24. Telefon 882-02.[18]
  - 1929: "Dunakeszi-Alagon, műhelytelep állomásnál, Banktelep folytatólagos parcellázásából 150-210 öles telkek 8-12 pengőért előnyös feltételekkel kaphatók. Bővebbet Löwingernél VI., Szinyei Merse-u. 11., Aut 181-500. A telepen Pelláknál."[19]
- 1924-ben Államvasút Igazgatósága megszüntette a kisállomást (Dunakeszi állomás) . A kétségbeesett lakosság kérelmére Szabó Imre nemzetgyűlési képviselő elvtárs kézbe vette az ügyet. Helyszíni szemlén megállapították, hogy 560 család lakik ezen a területen és 700 utas veszi igénybe a megállóhelyet, így a megálló újranyitása mellett döntöttek és javasolták három pár vonat álljon meg.[20]
- 1925-ben elkezdték a villanyvilágítás kiépítését a községben.[2]
- 1926-ban elindul a MÁV Dunakeszi Főműhelyben (Dunakeszi Járműjavító Kft.) a termelés. Banktelephez legközelebb eső és Dunakeszi legnagyobb munkáltatójává válik a rendszerváltásig.
- 1930-as népszámlálás adatai szerint Dunakeszi Bank- (Tisztviselő-) telepen a népesség 432 fő, 209 férfi, 223 nő, ebből 366 fő ír és olvas. (Életkor szerinti eloszlás: 0-6 éves: 60 fő, 6-11 éves: 44 fő, 12-14 éves: 12 fő, 15-19 éves: 39 fő, 20-39 éves: 188 fő, 40-59 éves: 72 fő, 60 felett és ismeretlen: 17 fő)[21]
- 1930 őszén a reggeli 6:50 Alsógöd – Nyugati pályaudvar között közlekedő vonat rendkívül zsúfolt volt, mert Dunakeszi megállónál megteltek a II. és III. osztályú vagonok, az iskolai napokon.[22]
- 1931-ben Banktelep utcái Bohunka Lajos főjegyző javaslatára kerültek elnevezésre.[2]
- 1935-ben több száz aláírással fordultak a MÁVhoz a lakosok, azt kérték, hogy a 22:20 perckor induló vonatot állítsák vissza. Banktelepi lakosok kérvényezték, hogy a telepi (kisállomás)-nál ne csak délelőtt 10 órai és délután 2 órai vonat álljon meg. A viteldíj ekkor 1 pengő 60 fillérbe került a 20 km-es retúr jegy.[23]
- MÁV-telepen és Banktelepen a villany egységára 74 fillér volt több mint kétszerese a budapesti 32 filléres árnak 1935-ben.[23]
- 150 négyszögöles telken 350-400 pengőért lehetett családi házat kapni, egy 16-30 méteres kút ásása 700-800 pengőt is elkértek, ami több volt mint az ingatlan ára.[23]
- 1939-ben mozi épült Banktelep határában,[2] ami később Vörös Csillag Filmszínház néven működött a Rákóczi út és Szondy utca sarkán.
- 1930-40 években hirdetik az eladó telkeket és házakat:
  - 1938: "Dunakeszin, Banktelepen, Hunyadi-,Görgey-utca sarkán, Dunától tizenkétperc, kétszer egyszázhatvanas háromnyolcvanával kedvező feltételekkel. ... Érdeklődni helyszínen. Alagon üzletház"[24]
  - 1939: "Családiház, kétszobás, nagyon szépen, rendesen megépítve, 285 négyzetöles telken, szép gyümölcs fákkal, 11.500.—P. Felével átvehető. Érdeklődni helyszínen tulajdonosnál: Dunakeszi, Banktelep, Görgey ucca 25."[25]
  - 1940: "Dunakeszi Banktelep, Hunyadi út és Zrínyi u. sarkán 164 négyzetöles telek eladó ölenként 7 pengőért, közvetítőt díjazok. Lénárt. Budapest, Géza u. 5."[26]
  - 1943: "Dunakeszi Banktelepen, 150 négyzetölön, szép családiház, massziv kerítéssel, bővizű kuttal, gyümölcsfákkal, külön kis melléképülettel 42.000 P. Mellette üres telek kerítve 8000 P. Érdeklődni helyszínen a szomszédban: Görgey utca 23."[27]
  - 1943: "Dunakeszi banktelepen eladó 320 öles keleti saroktelek villannyal 20.000 pengő. Költségmentes megosztás lehetséges. Érdeklődés: Montblanc üzlet, Vilmos császár-út 19/c. Telefon:117-683"[28]
- 1942. november 19. A közellátásügyi miniszter a cukor forgalmának és fogyasztásának szabályozásáról szóló korábbi rendelet módosítása képen megállapította, hogy Budakeszi és Dunakeszi nagyközségekben január 1-től kezdve a cukor fejadag havonként 104 dekagramm.[29]
- 1944 december 9 és 28 között vonult át a front Dunakeszin és Alagon. Fóti dombok felőli aknázástól több banktelepi ház is megsérült. Műhelytelep és Dunakeszi-Alag állomások között kb 2 km hosszan mindkét vasúti vágányt és Főműhelybe vezető iparvágányt elpusztították a német alakulatok kivonuláskor. A Dunakeszi és Alagot összekötő – már akkoriban forgalmas – vasúti felüljárót is aláaknázták, de az Alagi Önkéntes Tűzoltótestület parancsnoka, Vitányos László embereivel hatástalanította a hídra szerelt robbanószert és megmentette a felüljárót a pusztulástól.[2]
- 1948-as Pest-Pilis-Solt-Kiskun Vármegye térképén Banktelep 1000 fő alatti lakosú helységként szerepel[30]
- 1950-ben Dunakeszit és Alagot egybeolvasztották és megválasztják az első Tanácsot, az 1950 évi I. törvény alapján. 1951. február 15-től Kisalagot Dunakeszitől Fóthoz csatolják.[31]
- 1958-ban bővítik a ivóvíz hálózatot, községfejlesztési alapból 135e forintot fordítanak, amiből kiépül Rákóczi úton az ivóvíz hálózat.[32]
- 1960-ban megkezdik a Rákóczi út elején található pléhbódé vendéglő helyett új vendéglő építését Banktelepen. A bódéban nem volt hely a vendégek számára, akik télen, nyáron, esőben, hóban csak az utcán ácsorogva fogyaszthattak. A község nyolcvanezer forintnyi célhitel kapott, a Banktelep lakossága 11ezer forint értékű társadalmi munkával járult hozzá az építkezéshez. Váci Vendéglátóipari Vállalat bútorzattal, presszógéppel, rádiókészülékkel látta el. Itt szereltek fel másutt feleslegessé vált acéllemezből készült ajtókat, amely a régi községháza pénztárszobáját zárta el. Az 500nöl telken díszfacsemetéket is ültettek, hogy hangulatos kerthelyisége legyen. A vendéglőt 1961-ben adták át, Rákóczi út 15 szám alatt, a Pest Megyei Vendéglátó-ipari Vállalat 124.számú Banktelep italboltjaként üzemelt. Napjainkban Pléh Csárda Étteremként üzemel.[33][34][35]
- 1962-ben elkészül az új víztorony Rizskása hegyen, amely 33 méter magas, hatszáz köbméter befogadóképességű. Párhuzamosan épült a vízvezeték gerinchálózat is. Pest megyei Kút- és Vízműépítő Vállalat és Budapesti Mélyépítő Vállalat végezte a munkálatokat. A vízcsőhálózat építése 540ezer forint a víztorony építése 2,6millió forintba került. Az utcai árkokat társadalmi a munkában a lakosság ássa ki, az utcai hálózatra való rákötésért 2000 forintot kellett fizetni.[36][37][38]
- Dr. Babicz Béla főorvos, Banktelep körzeti orvosa, 1960-as években fásítási programot szervezett. Állami gazdaságok adtak ingyen olajfa, juhar, platán, nyárfa csemetéket. Két év alatt 15 ezer csemetét és további 20 ezer csemetét terveztek ültetni 1967-ben.[39][40]
- Banktelepieknek nyári kánikulában nem volt elég vizük, 1967 nyárára készült el község felújított és bővített vízműve.[41]
- 1969. márciusa és májusa között a Vác és Rákospalota-Újpest között sín cserét és vasútállomások felújítását végezték.[42] A Gyártelepi állomásnál is elkészül a gyalogos aluljáró is. 1971-ben a MÁV befejezte a Budapest-Nyugati–Vác–Szob szakasz villamosítását.[4]
- 1969-ben a Banktelepi kisvendéglő mellett ruházati szaküzlet épült a Pest megyei Ruházati Kiskereskedelmi Vállalat finanszírozásában.[43]
- 1970 január 1-én nagyközségi rangra emelték Dunakeszit. Ugyanekkor a Bem utcai épületben megnyílt az első Szakorvosi Rendelőintézet.[31]
- 1975-ben helyezték üzembe a szennyvíztisztító telepet, ami 6000m3/nap biológiai és 12000m3/nap mechanikai tisztításra volt képes.130 millió forintba került a beruházás.[31]
- 1975-ben átadták Banktelephez legközelebb eső óvodát, a 150 férőhelyes (6 csoportos) Piros óvodát, a Tábor út és Hunyadi út kereszteződésénél.[44] Napjainkban is a banktelepi gyerek ide tartoznak körzetileg.
- 1976-ra Víztoronynál elkészül a két 1000-1000 köbméteres víztározó.[31]
- 1977 április 1-től Dunakeszit várossá nyilvánították.[31]
- 1978-ban felújították a Banktelepi orvosi rendelőt a Kálmán utcában.[31]
- Vörös téren (napjainkban: Mányoki Ádám tér) HTO (háztartási tüzelőolaj) kút üzemelt a kilencvenes évekig.
- 1981-ben a Piros Óvoda könnyűszerkezetes épülettel (forfa, vagyis faforgácslapból készült) bővül, ahol további 4 csoportot alakítanak ki.[44]
- 1983. május elsején vonultak fel utoljára szokásosan az üzemek és intézmények dolgozói.[45] 1984-től egyénileg mentek a dolgozók a Lóversenypályára, későbbiekben a "Magyi" (Vasutas) sportpályára.
- 1983-ban adják át Banktelephez legközelebb eső Általános Iskolát és Gimnáziumot. Általános iskolai részbe az 1 számú Általános iskola diákjai kerültek, amíg az felújítás alatt állt.[46]
- 1984 áprilisában adják át a Hotel Dunakeszit a Tábor utca elején, amelyben a Dunatours (Pest Megyei Idegenforgalmi Hivatal) várta a vendégeket. Az épület másik szárnyában a 43 számú ÁÉV munkásszállója működött.[47]
- 1985. március 15-én Dunakeszi Gimnázium felvette Radnóti Miklós nevét.[48]
- 1986-1988 között fektették le a gázhálózatot.[31] Földgáz alapú fűtésre álltak át a banktelepen lakók. Előtte fával, szénnel illetve háztartási tüzelőolaj fűtöttek. Főzéshez jellemzően PB gázpalackos tűzhelyet használtak. PB gázpalackot a falu szélén álló Szent István és László utcák kereszteződésénél található telepen lehetett cserélni.
- 1987. augusztusától az iskola önálló intézménnyé vált, az 5. számú Általános Iskola néven, amit a helyeik Zöld Iskolának hívnak, ekkor még Gimnázium is működött az épületben.[46]
- 1987. december 18-án adják át az új SZTK épületét, ahol az 1990-es években mentőállomás is létesült.[31]
- 1989 február 28-án a gyártelepi József Attila Művelődési Központban a Pest Megyei Moziüzemi Vállalat beszüntette a mozielőadásokat, mert évi 75ezer forint veszteséget termelt, ezután Dunakeszi egyetlen mozijaként a Rákóczi úton működő 217 néző befogadására alkalmas Vörös Csillag filmszínház maradt.[49]
- 1990-ig csak a főbb gyűjtő utak rendelkeztek szilárd burkolattal: Hunyadi János utca, Klapka-Élmunkás utca, Rákóczi út és a Kálmán utca Rákóczi út és Élmunkás utca között.
- 1990 szeptemberétől Az 5.számú Általános Iskola (Zöld Iskola) és a Radnóti Miklós Gimnázium épületéből a Gimnázium átköltözik az új épületbe.[48]
- 1993 decemberében MATÁV átadja az új digitális telefonalközpontokat Dunakeszin, ezáltal Banktelepen is tömegesen elérhetővé válik a telefonszolgáltatás. Lakosság 30 ezer forint hozzájárulással csatlakozhatott a hálózatra.[50]
- 1994 júniusában a Banktelepi Rákóczi Filmszínház (korábbi nevén: Vörös Csillag Filmszínház) moziműsora utoljára jelenik meg a Pest Megyei Hírlapban, filmek amit játszottak: Apám, a hős, Wayne világa 2., Szellem a gépben, Csúcsfejek.[51] Napjainkban a Rákóczi út 11. épületben Harcművészi Központ üzemel.
- 1995-ben történt a közterületek hivatalos átnevezése: Élmunkás helyett Zápolya, Somogyi helyett Görgey, Dimitrov helyett Király, stb.
- 1996-ban a Belügyminisztérium 142 millió forintért megvásárolta a Hotel Dunakeszit az épületbe december 31-ig átköltözött a városi rendőrkapitányság.[31]
- 1997 körül Banktelep utcáiban is kiépül a csatornahálózat. A beruházáshoz lakossági hozzájárulással valósul meg, amihez részletfizetést lehetett igénybe venni lakáskassza szerződéssel.
- 1996 és 1999 megépül a 2/A (napjainkban: M2) út, amely nagyban javította a dunakeszi közlekedési helyzetet. 1999 június 16-án átadták az út befejező szakaszát, továbbá a Budapestet elkerülő M0-s körgyűrű M3 és 2/A út közötti részét.[31]
- Kiépül a kábeltévé és internet szolgáltatás Banktelepen.
- Házi- és gyermekorvosi rendelő átköltözik a Kálmán utca 14-ből a Tábor utca 56 szám alatti új épületbe.
- A Dunakeszi Auchan Tópart áruház 2001. október 25-én nyitotta meg kapuit. Akkoriban a világ legnagyobb Auchan hipermarketjeként nyitották meg Dunakeszin, ez volt a harmadik Auchan bevásárlóközpont hazánkban. Az Auchan rendszer buszjáratot üzemeltet, így Banktelepről tömegközlekedési eszközzel is elérhető a bevásárlóközpont.
- Az úthálózat szilárd burkolattal ellátása érdekében pedig az önkormányzat 2002-ben megalapította a Dunakeszi Úthálózatáért Közalapítványt.[31] 2002-2012 között Banktelep összes utcája szilárd burkolatot kapott. Az utcák aszfaltozásának sorrendjét a lakossági hozzájárulások aránya határozta meg, ahol az utca lakossága nagyobb arányba befizette a hozzájárulást, ott kezdődött meg a munka. Görgey Artúr utca volt az első, amelyet az alacsony forgalmú utcák közül elláttak szilárd útburkolattal, még magasított szegéllyel készült az útpadka. A többi utcában az úgynevezett "K" szegélyt alkalmazták. Az utcák szélességét forgalomtechnikai okokból keskenyre sávúra készítették a gyorshajtások elkerülése miatt.
- Az 5.számú Általános Iskola (Zöld Iskola) 2005. május 12-én felveszi Fazekas Mihály nevét.[46]
- 2014 szeptemberétől elindul a német nemzetiségi nyelvoktatás is a Dunakeszi Fazekas Mihály Német Nyelvoktató Nemzetiségi Általános Iskolában.
- 2017. október 2-án megnyitott a Gérecz Attila Városi Tanuszoda, így a banktelepi diákok helyben vehetnek részt az iskolai úszásoktatáson.
- 2015-ben, a tanévkezdésre elkészült a Dunakeszi Fazekas Mihály Német Nyelvoktató Nemzetiségi Általános (Zöld Iskola) új szárnya, amelyben hat tanterem kapott helyet egyúttal megújult az iskola belső tere és nagyobb étkezőt is kialakítottak.[31] A növekvő számú iskoláskorú gyermekek miatt további bővítésre volt szükség az iskolában, így az épületet további konténer tantermekkel bővítették a következő években.
- Kiépül Dunakeszi Banktelepi részén is az optikai hálózat, a Digi Kft beruházásában, ami maximum 1Gb/sec sávszélességű internetet biztosít.
- 2017-2019 között M2-es autóút felújítása és bővítése zajlott. Dunakeszi és Vác között kiépült a 2x2 forgalmi sáv.[52] Az útépítés jelentős forgalomkorlátozásokkal járt az autóúton, amely jelentősen megnövelte Dunakeszi belterületén a forgalmat. Az utat 2019. október 1-én adták át a forgalomnak a megépült északi 2 főút és M2 közti összekötő úttal együtt.
- 2019-ben a Piros óvodán energetika felújítás történt és új tornateremmel bővült.
- 2020. január 20-tól életbe lépő helyi építési szabályzat[53] szerint a megengedett önálló rendeltetési egységek száma a megengedett minimális telekméret kétszeresét el nem érő ingatlanok esetében 1 db. Így a 150nöl (539 nm) méretű banktelepi telkekre nem építhetőek ikerházak, társasházak.

## Banktelep házi- (körzeti) és gyermekorvosai
Házi- (körzeti) orvosok:
- 1951-1954 dr. Juhász Sándor[54] (1893-1954)
- 1954-1962 dr. Stojanov Ivánné dr. Juhász Lenke[54]
- 1962-? dr. Babicz Béla[55] (1908-1993), nővér: 1962-? Antal Béláné[54] (Gattyán Mária, 1926-2004)
- 1985-1990 dr. Örményi László (1953-2019)
- 1990-2013 dr. Füzi József (1953-2013)
- 2013- dr. Varga Ágnes

Gyermekorvosok:
- dr. Ercsei Katalin

## Banktelep önkormányzati képviselői[56]
- 1990-1994, 11. sz. vk.: dr. Örményi László
- 1994-1998, 12. sz. vk.: Skripeczky István[57]
- 1998-2002, 12. sz. vk.: Skripeczky István
- 2002-2006, 12. sz. vk.: Skripeczky István
- 2006-2010, 13. sz. vk.: Hircz Tamás
- 2010-2014, 6. sz. vk.: Hircz Tamás
- 2014-2019, 6. sz. vk.: Hircz Tamás
- 2019-2024, 6. sz. vk.: Hircz Tamás

## Galéria

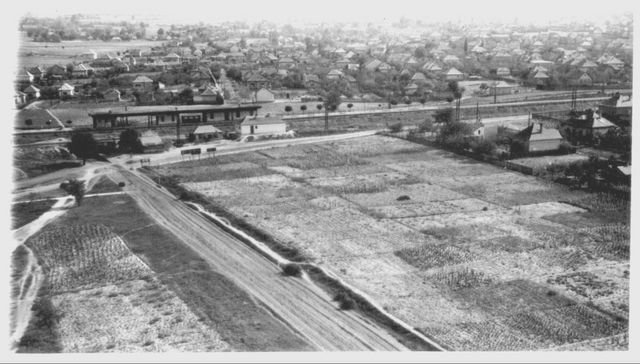
Látkép 1943

## Régi vasúti menetrendek

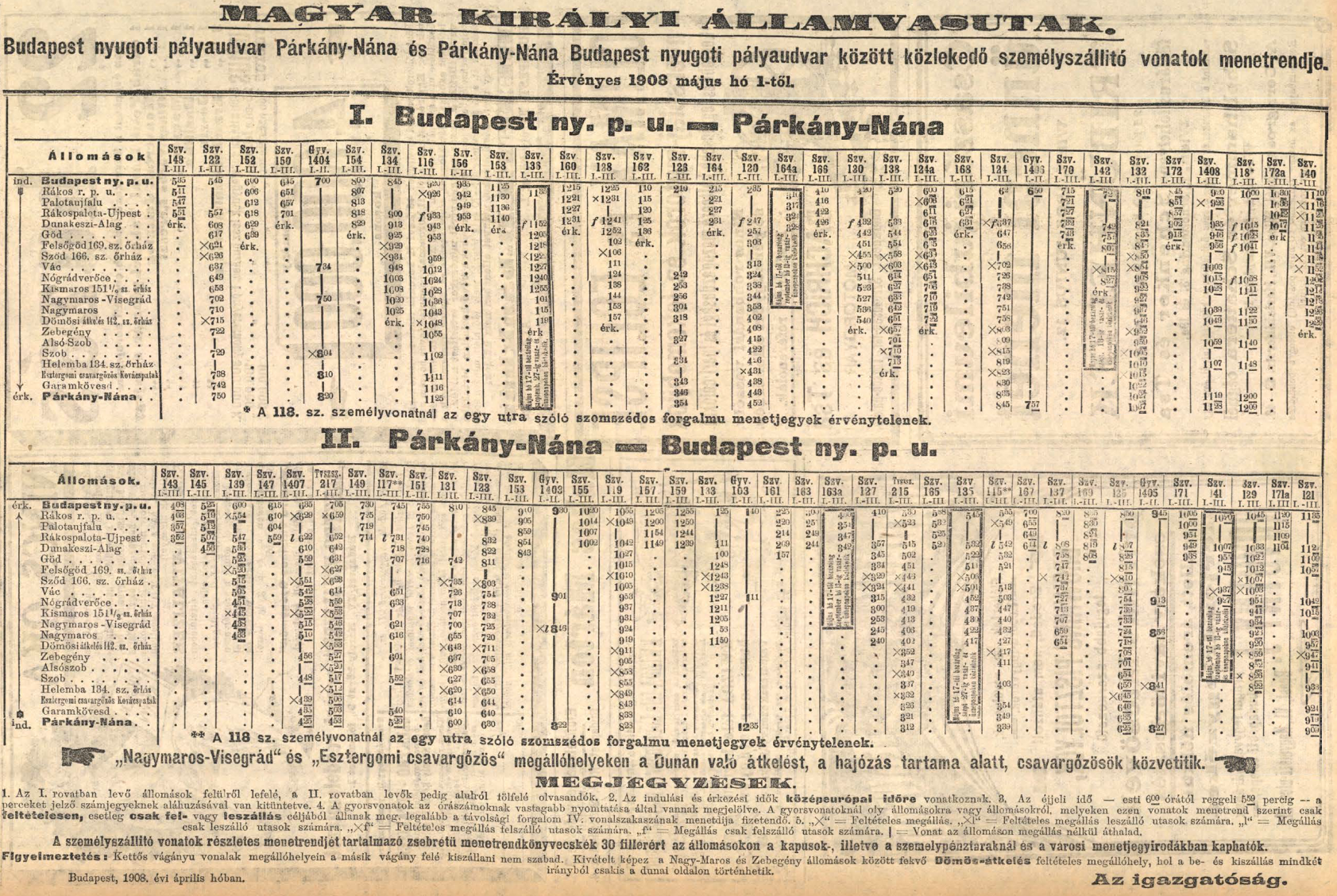
1908. nyári
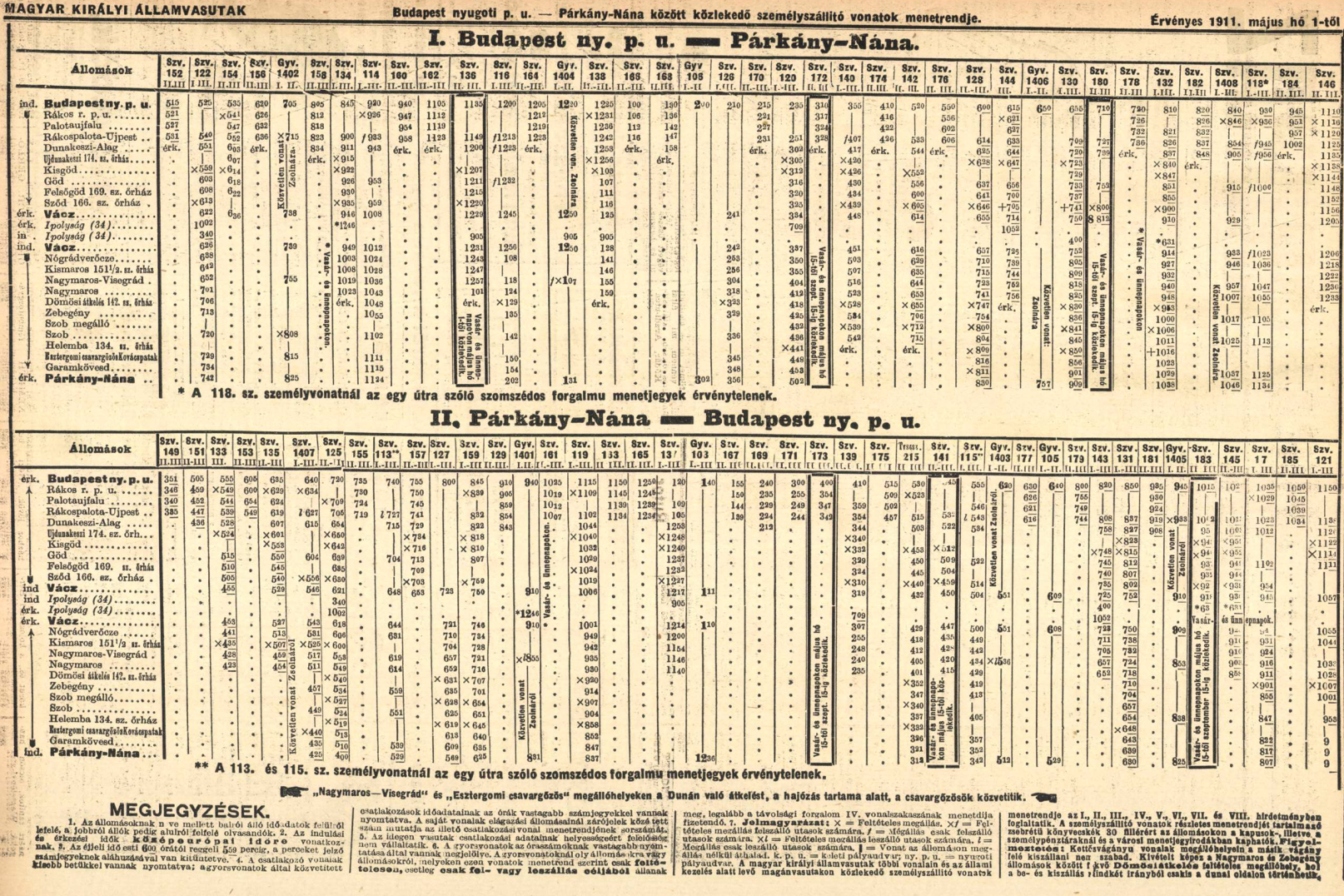
1911. nyári
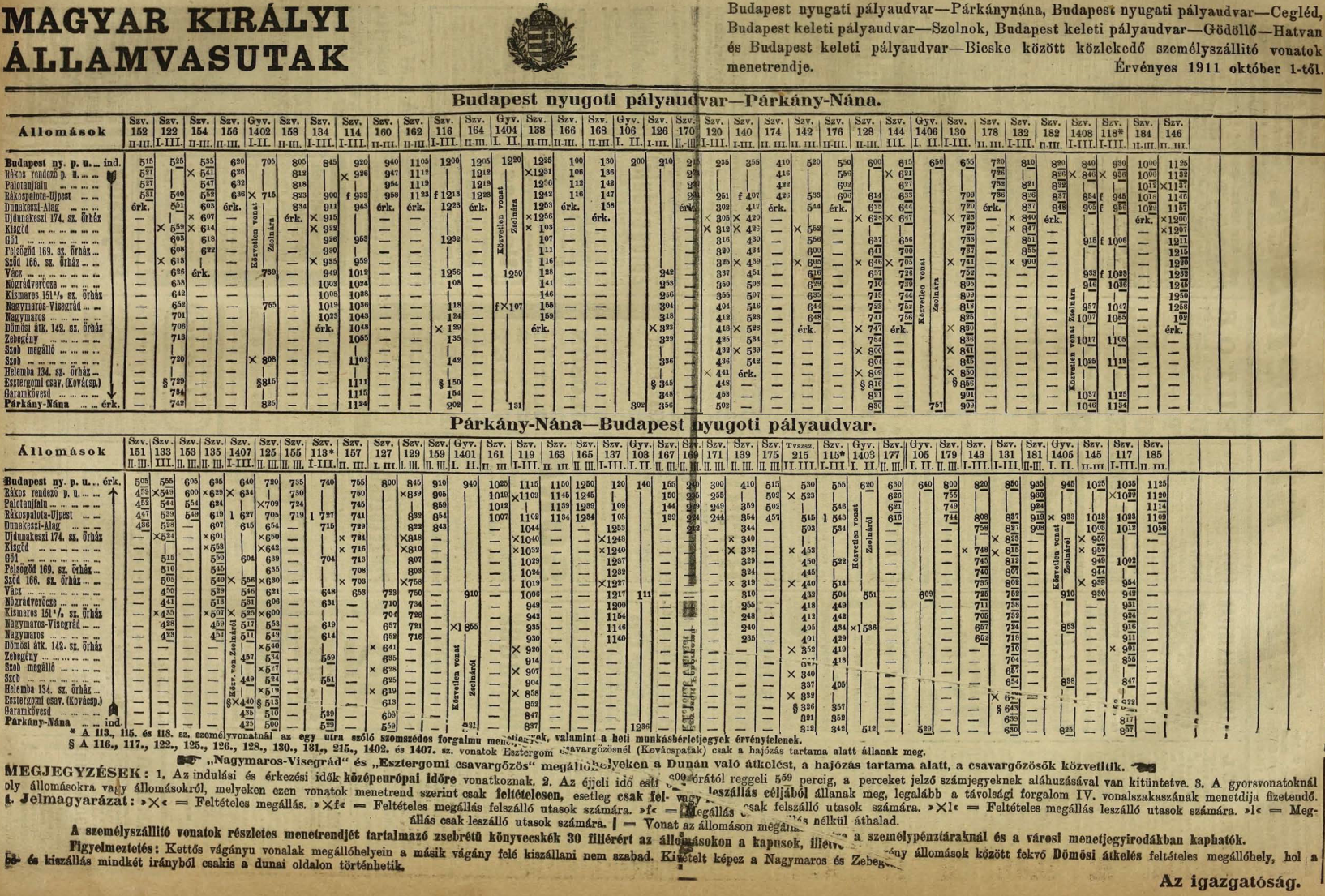
1911. téli
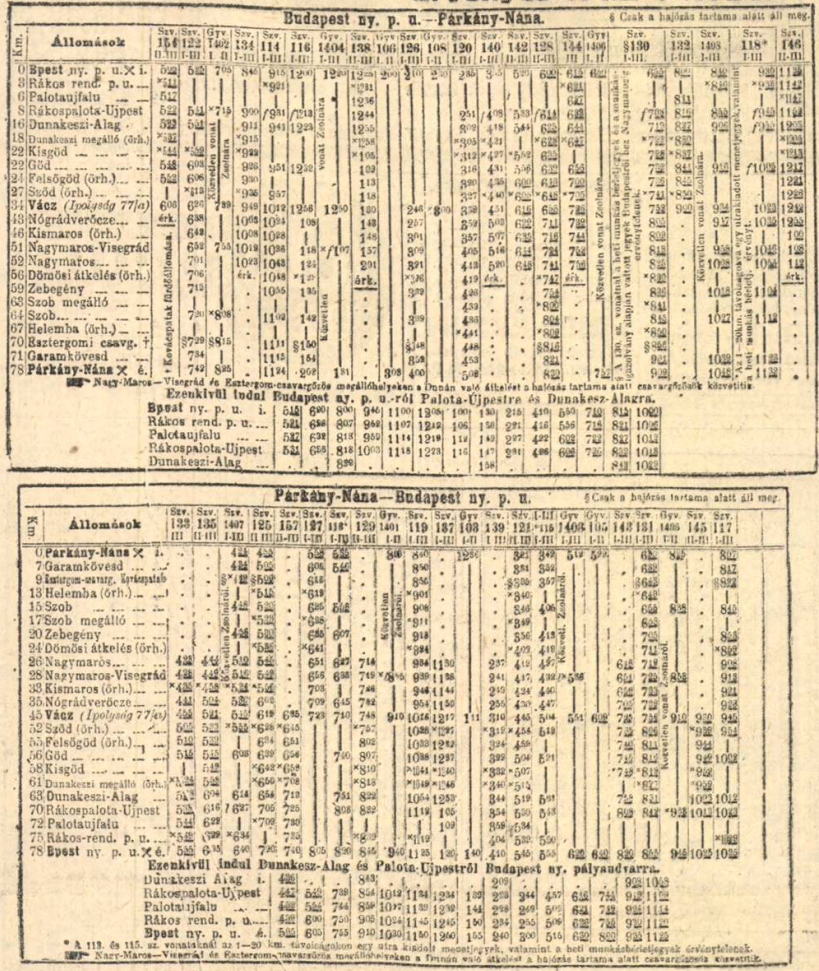
1912. téli
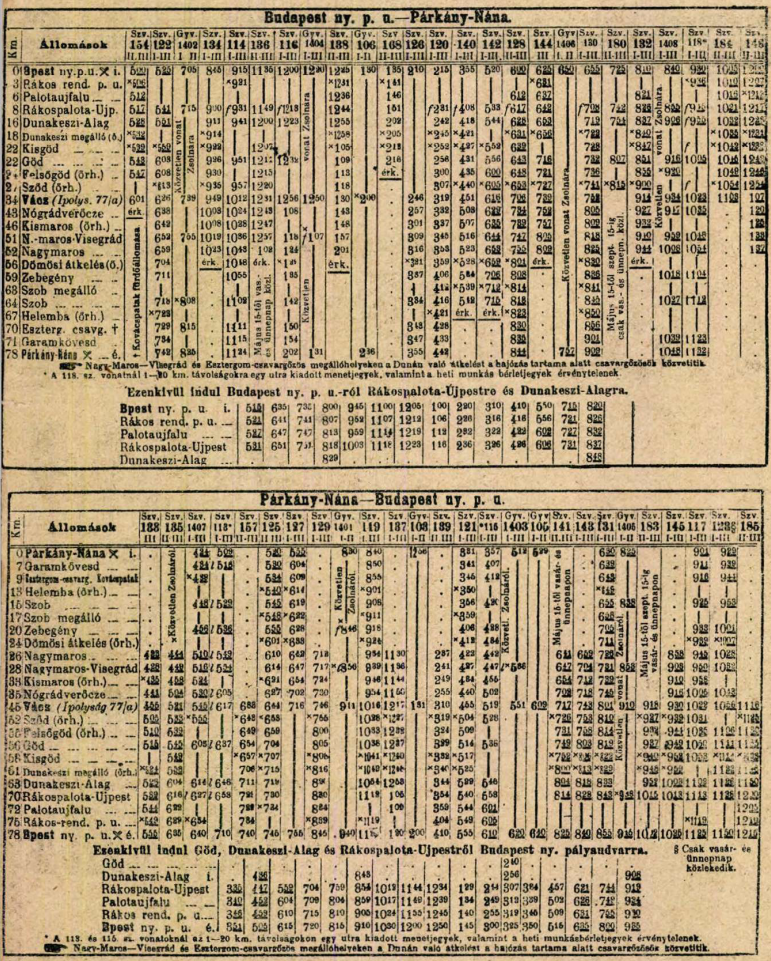
1914. nyári